# Footnote
Pour plus de détails, voir Fiche technique et Distribution.
Footnote (הערת שוליים, Hearat Shulayim) est un film israélien de Joseph Cedar en 2011.
Il fait partie de la sélection officielle du Festival de Cannes 2011 et a obtenu le prix du scénario.
Il s'agit du quatrième long-métrage du réalisateur Joseph Cedar. Né à New York, Cedar a grandi à Jérusalem, où sa famille s'est installée lorsqu'il avait six ans. C'est le film Beaufort qui l'avait notamment fait connaître dans le monde entier en 2007, lui valant l'Ours d'argent à Berlin.

## Synopsis
Récit tragi-comique, Footnote met en scène une relation compliquée entre un père et son fils. Eliezer et Uriel Shkolnik sont de brillants érudits, qui se partagent le même champ d'étude : le Talmud. Mais une grande différence empoisonne leur relation : Uriel, le fils, cumule les honneurs et la reconnaissance de ses pairs tandis que son père Eliezer reste dans l'ombre et a le sentiment d'être injustement ignoré. Un regrettable quiproquo met en évidence la violence latente susceptible d'éclater dans un milieu d'érudits et pose la question de choisir entre le Vrai et le Bien, évoquant au passage la position d'Emmanuel Levinas.

## Fiche technique
- Titre original : הערת שוליים, Hearat Shulayim
- Réalisation : Joseph Cedar
- Scénario : Joseph Cedar
- Musique : Amit Poznansky
- Photographie : Yaron Scharf
- Montage : Einat Glaser-Zarhi
- Genre : Comédie dramatique
- Langue : hébreu
- Pays :  Israël
- Production :
- Durée : 1h45
- Date de sortie : Israël : 2 juin 2011

## Distribution
- Lior Ashkenazi : Uriel Schkolnik
- Shlomo Bar-Aba : Eliezer Scholnik
- Alma Zack : Dikla Scholnick
- Albert Iluz : Dvir Oded
- Aliza Rosen : Yehudit

## Distinctions

### Récompenses
- Festival de Cannes 2011 : Prix du scénario
- 2011 : Meilleur film à l'Ophir du cinéma
- 2012 : Meilleur scénario au Festival international du film de Dublin

### Nomination
- 2012 : Nomination à l'Oscar du meilleur film en langue étrangère